# Sigilmassa

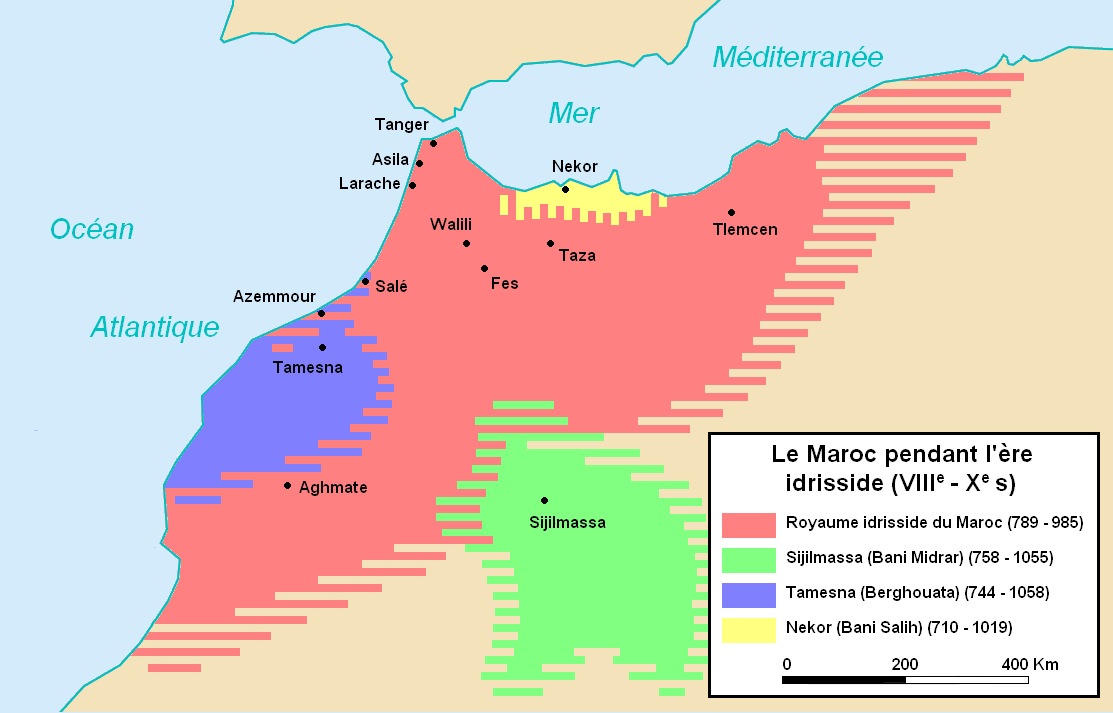
Suddivisione del Maghreb al-Aqsa (attuale Marocco) dall'VIII all'XI secolo. In rosa sono indicati i territori sotto il controllo della dinastia degli Idrisidi; in blu le aree di influenza della confederazione tribale dei Barghawata; in giallo il Regno di Nekor e in verde i territori assoggettati ai Midraridi, dinastia che controllò Sigilmassa dal 758 al 1055.

Sigilmassa - più propriamente Sijilmāsa (in arabo سجلماسة‎?) - è stata una città e un importante centro mercantile medievale nell'attuale Marocco.

## Sguardo d'insieme
Sigilmassa è stata una città sita a SE di Fez (Marocco sul bordo settentrionale del Sahara, a cavallo del fiume Ziz.  Fu fondata dai Sufriti kharigiti nel 757, dopo essere riusciti a ritagliarsi - stretti come erano fra gli Omayyadi di al-Andalus e i Fatimidi - un loro emirato indipendente nelle regioni a ovest dell'Ifriqiya, sulle rive del fiume Ziz (Wadi Ziz), a sud est di Fez, nel Marocco centrale.
Fino all'XI secolo, fu - come terminale della grande strada commerciale trans-sahariana occidentale che si dipanava dal fiume Niger a Tangeri, (nel nord del Marocco) nel Sahara occidentale - uno dei più importanti centri mercantili del Maghreb.

Sigilmassa divenne assai potente grazie ai floridi traffici con le regioni africane, e in particolar modo con l'antico Impero del Ghana, gravitanti cioè sul Golfo di Guinea, in cui venivano portati prodotti di alta complessità tecnologica e il prezioso salgemma estratto dalle miniere presenti nel deserto dei Taodeni e Tagahaza (Mali), scambiati col non meno prezioso oro, assai abbondante in quelle regioni (non a caso si parlava di "Costa d'Oro"), con avorio, penne di struzzo e con uomini, donne e fanciulli, presi schiavi dalle locali popolazioni.

## Storia
Per quanto riguarda la sua potenza, la città fu in grado di assicurare la propria indipendenza grazie alla dinastia dei Beni Midrar, costituita dai berberi Miknasa che avviarono già verso il 771 una politica di sostanziale amicizia con il califfato omayyade di al-Andalus. Più tardi i Mikhnasa si avvicinarono all'imamato fatimide nel corso del X secolo ma essi vennero cacciati dalle regioni dai berberi Maghrawa che si erano invece accostati alla potenza omayyade iberica. 
Sotto i Maghrawa, Sigilmassa entrò in proficuo contatto con i Sanhaja (un altro importante gruppo tribale berbero) ma nel 1054 proprio i Sanhaja permisero all'almoravide Ibn Yasin di impadronirsi della città, imponendo una rigida osservanza sunnita ai suoi abitanti.

Una rivolta nel 1055 mise in rotta gli Almoravidi e il loro capo, Yahya ibn Umar, fu ucciso ma il suo successore, Abu Bakr Ibn Umar, piegò la rivolta nel 1056 e distrusse Sigilmassa, che non recuperò mai più il suo importante ruolo mercantile e culturale.
Sigilmassa fiorì ancora sotto i Beni Khazrun, e, dopo gli Almoravidi, cadde sotto controllo almohade. Successivamente entrò nei possedimenti della dinastia dei Merinidi. All'inizio del Trecento, secondo quanto scrivono Dumper e Stanley (p. 336), mercanti genovesi avevano ottenuto un funduq (fondaco), ossia un magazzino-emporio munito di mura: da essi il cartografo genovese Giovanni di Carignano (rettore della parrocchia di San Marco al Molo) avrebbe ricevuto molte informazioni sulla geografia nordafricana, fondamentali per la realizzazione delle mappe.
Tra il 1446 e 1447 fu visitata dall'esploratore e mercante genovese Antonio Malfante, uno dei primi europei cristiani a raggiungere il Touat e riportarne informazioni e notizie.
Distrutta ancora una volta nel 1363, Sigilmassa fu ricostruita per ordine del Sultano Mulay Ismail, nel XVIII secolo, Ebbe infatti qui sede la famiglia che diede origine alla dinastia alawide del Marocco.
Fu definitivamente distrutta dai nomadi di Ait Atta nel 1818.
Oggi le rovine di Sigilmassa, che si estendono a un paio di chilometri dal centro urbano di  Rissani, sono state riconosciute dal World Monuments Fund come un sito soggetto a grave pericolo di scomparsa e custodito dal Ministero marocchino della Cultura.